# Giovanni Battista Borsieri
Giovanni Battista (Giambattista) Borsieri von Kanilfeld (auch Borserius de Kanilfeld; * 18. Februar 1725 in Civezzano in Welschtirol; † 21. Dezember 1785 in Mailand) war italienischer Mediziner und lehrte als Professor für Praktische Heilkunde in Padua.

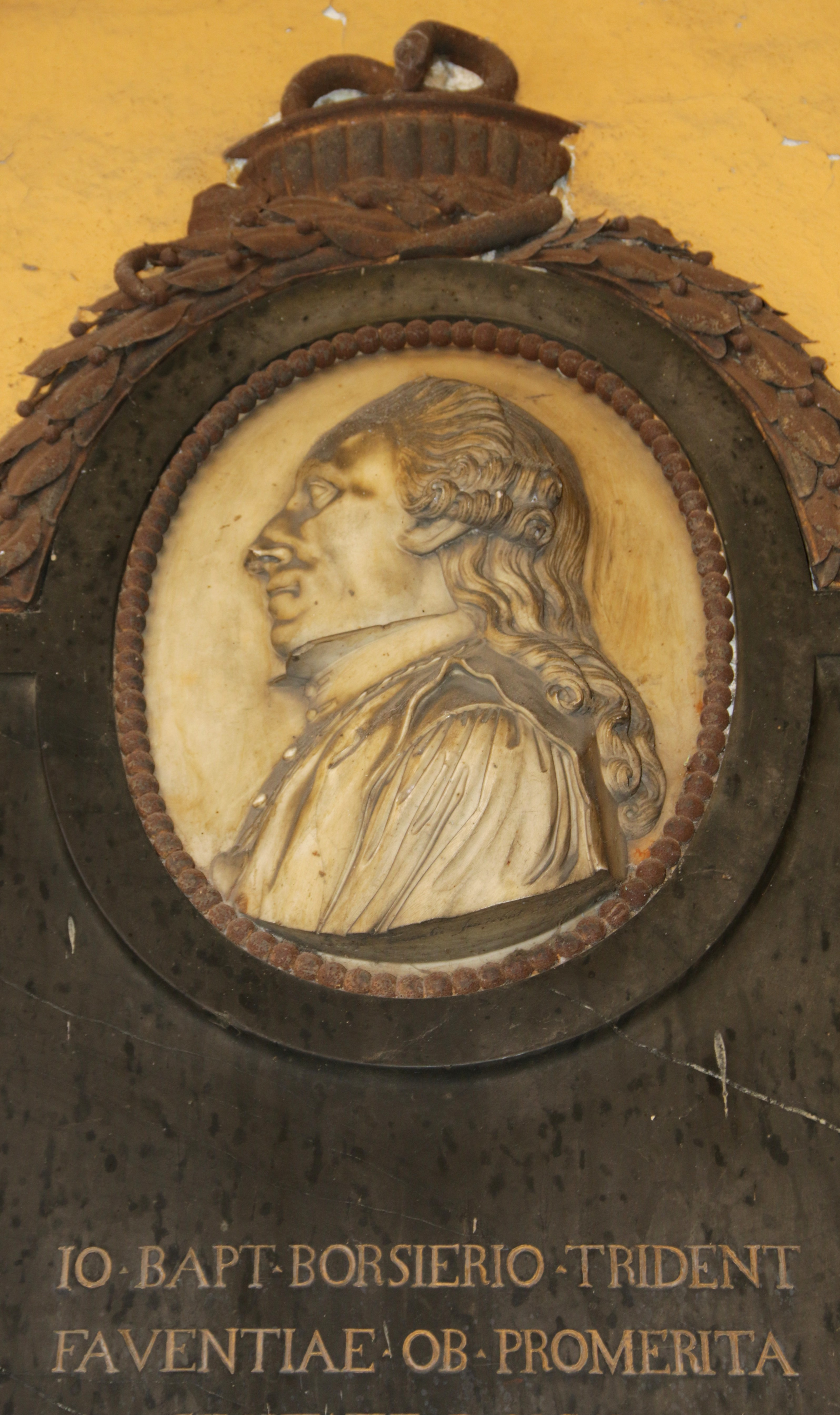
Giovanni Battista Borsieri

## Leben
In seiner Kindheit verlor Giambattista ein Auge. Bereits im 14. Lebensjahr wandte er sich der Medizin zu. Ab 1743 studierte er Medizin in Padua und Bologna. Mit 22 Jahren ließ er sich als Arzt in Faenza nieder. Durch eine Pestepidemie in Faenza bekam er Gelegenheit bekannt zu werden. Er genoss das Vertrauen vieler Persönlichkeiten, unter anderem der Päpste Klemens XIII. und Klemens XIV., letzterer bot ihm die Lehrkanzel von Ferrara an. Im Jahr 1770 wurde er von der Kaiserin Maria Theresia auf den medizinischen Lehrstuhl in Pavia berufen, er hielt seine Antrittsvorlesung zum Thema „Über die Ursachen, die den Aufschwung der praktischen Heilkunde verhindert haben“. 

## Wirken
Im Jahr 1772 wurde er zum Professor der Praktischen Heilkunde in Padua ernannt, er bemühte sich um die Spitäler und gründete die später berühmt gewordene Klinik in Pavia, seine Vorlesungen zogen Zuhörer aus ganz Europa an. Er bemühte sich sehr um die Studenten und beeinflusste ihr sittliches Betragen, dies rechnete ihm die Kaiserin Maria Theresia hoch an und berief ihn 1778 an den Hof nach Mailand, wo er den Erzherzog Ferdinand Karl von Österreich (d’Este) und seine Braut, die Erzherzogin Maria Beatrice d’Este, betreute. In Mailand schrieb er die „Institutiones medicinae practicae“, 5 Bände, die in viele Sprachen übertragen wurden, er verfasste ein Traktat „Über das Wasser von S. Cristoforo“ und befasste sich mit chemischen Analysen der Milch. Er schrieb über die venerischen (Geschlechts-)Krankheiten, über die Pulsdiagnostik von Hippokrates über Galenus bis zu seiner Zeit. Als nichtmedizinische Publikation hinterließ Borsieri die Handschrift „Die Geschichte von Faenza“. Eine Sammlung seiner hinterlassenen Schriften wurde unter dem Titel „Opera posthuma“ 1820 in Verona herausgegeben. Seine zwei Brüder Pietro Borsieri und Francesco Borsieri waren ebenfalls Ärzte.
Borsieris Leistungen wurden bereits zu seiner Zeit geachtet, als Lehrer war er das Idol der Studierenden, als Mensch human und wohltätig. Er erhielt bereits zu seinen Lebzeiten zahlreiche Ehrungen, in Faenza wurde er in den Generalrat berufen. 1772 wurde er Rektor der Universität Pavia, dieses Amt übte er dreimal aus. Unter seinem Rektorat wurde eine Frau, Maria Pellegrina Amoretti, zur Erlangung der Doktorwürde zugelassen. Vor seinem Tod besuchte er noch einmal sein Heimatdorf Civezzano, wobei hier der Spruch nicht zutrifft, dass der Prophet in seiner Heimat nichts gilt. Während seiner Krankheit diktiert er seinem Sohn „Die ersten Abhandlungen über Brustkrankheiten“. Sein Tod wurde tief betrauert, er hinterließ fünf kleine Kinder, von denen zwei Geistliche wurden. Das Adelsprädikat »von Kanilfeld« dürfte eine Eindeutschung von Campo Canile sein, ein Grundstück in der Nähe von Civezzano, das diesen Namen führte und der Familie Borsieri gehörte. Von Giambattista Borsieri befinden sich Briefe im Tiroler Landesmuseum Ferdinandeum (Autographen B). In der Universität Pavia befindet sich ein Marmordenkmal und in Trient ist eine Straße nach ihm benannt.

## Werke
- Nuovi fenomeni scoperti nell’analisi chimica del latte memori, Pavia, 1772.
- Delle acque di S. Christoforo, Faenza, 1786.
- Institutionum medicinae practicae, quas auditoribus suis praelegebat, 5. Bde., Mailand 1781–1789.
- Morbus pectoris complectens, Neapel 1790
- The institutions of the practice of medicine, Übersetzung, London, 1800
- Opera posthuma, (darin Puls- und Fieberlehre), Verona, 1820
- Istitutione di medicina pratica, Florenz, 1837
- Autobiographie, Trient, 1885